# Paranauxesis antennalis
Paranauxesis antennalis là một loài bọ cánh cứng trong họ Cerambycidae.